# Agrilus convexicollis
Agrilus convexicollis é uma espécie de inseto do género Agrilus, família Buprestidae, ordem Coleoptera.
Foi descrita cientificamente por Redtenbacher, 1849.